# 武州 (甘粛省)
武州（ぶしゅう）は、中国にかつて存在した州。南北朝時代から唐代にかけて、現在の甘粛省隴南市南部に設置された。

## 魏晋南北朝時代
西魏のとき、武州が設置された。

## 隋代
隋初には、武州は2郡4県を管轄した。583年（開皇3年）、隋が郡制を廃すると、武州の属郡は廃止された。605年（大業元年）、文州が廃止され、武州に統合された。607年（大業3年）に州が廃止されて郡が置かれると、武州は武都郡と改称され、下部に7県を管轄した。隋代の行政区分に関しては下表を参照。
| 隋代の行政区画変遷 | 隋代の行政区画変遷 | 隋代の行政区画変遷 | 隋代の行政区画変遷 | 隋代の行政区画変遷 | 隋代の行政区画変遷 | 隋代の行政区画変遷                               |
| 区分               | 開皇元年           | 開皇元年           | 開皇元年           | 開皇元年           | 区分               | 大業3年                                          |
| ------------------ | ------------------ | ------------------ | ------------------ | ------------------ | ------------------ | ------------------------------------------------ |
| 州                 | 武州               | 武州               | 文州               | 文州               | 郡                 | 武都郡                                           |
| 郡                 | 永都郡             | 武街郡             | 葭蘆郡             | 陰平郡             | 県                 | 将利県 建威県 覆津県 盤堤県 長松県 正西県 曲水県 |
| 県                 | 将利県 建威県      | 覆津県 盤堤県      | 建昌県 正西県      | 曲水県             | 県                 | 将利県 建威県 覆津県 盤堤県 長松県 正西県 曲水県 |

## 唐代
618年（武徳元年）、唐により武都郡は武州と改められた。742年（天宝元年）、武州は武都郡と改称された。758年（乾元元年）、武都郡は武州の称にもどされた。武州は隴右道に属し、将利・覆津・盤堤の3県を管轄した。安史の乱のとき、武州は吐蕃に占領されて廃止された。767年（大暦2年）、武州として仮設置された。咸通年間に唐が武州の故地を奪回した。892年（景福元年）、武州は階州と改称された。